# Teofilia Konstancja Radziwiłłówna
Teofilia Konstancja z Radziwiłłów Morawska (ur. 3 września 1738 w Nieświeżu,  zm. 1807) – polska arystokratka doby oświecenia, literatka i kolekcjonerka. Autorka „Diariusza podróży 1773-1774”, który jest jednym z nielicznych opisów podróży polskich kobiet w XVIII w. Założycielka gabinetu historii naturalnej w Wilnie, gdzie zgromadziła wyjątkową kolekcję eksponatów przyrodniczych, które zebrała podczas swoich europejskich podróży. Znana z mezaliansu ze zwykłym szlachcicem, który wywołał rodzinny skandal.

## Życiorys

### Młodość
Ochrzczona jako Teofila Konstancja Tekla Eufemia Teresa, była jedną z siedmiorga dzieci Michała Kazimierza Radziwiłła zw. „Rybeńką”, hetmana wielkiego litewskiego i wojewody wileńskiego (1702-1762) oraz Franciszki Urszuli z Wiśniowieckich (1705-1753), dramatopisarki i poetki późnego baroku. Była młodszą siostrą Karola Stanisława Radziwiłła ,,Panie Kochanku” (1734-1753). Miała jeszcze dwóch braci – Michała Krzysztofa (1727 – 1729), zmarłego w dzieciństwie i bliźniaczego brata Karola, Janusza Tadeusza (1734-1750), który dożył tylko wieku młodzieńczego, oraz trzy siostry – Annę i Ludwikę, zmarłe w dzieciństwie, oraz Katarzynę Karolinę  (1740-1789).
Swoje młodzieńcze lata spędziła w rodzinnej posiadłości w Nieświeżu, gdzie od dziecka brała udział w licznych wydarzeniach towarzyskich i kulturalnych. Szczegóły z dziecięcych lat Teofilii Konstancji znane są między innymi z obszernego diariusza, który prowadził jej ojciec, Michał Kazimierz.
Pojawiają się tam informacje o licznych kreacjach aktorskich w które księżniczka wcielała się na deskach nieświeskiej i albińskiej sceny w sztukach autorstwa jej utalentowanej literacko matki, Franciszki Urszuli. Prawdopodobnie pierwszy raz zagrała w teatrze rodzinnym w sztuce „Miłość dowcipna” w 1746 roku. Posiadamy również informacje o występach Radziwiłłówny w sztukach takich jak Opatrzności boskiej dzieło (1746), Interesowny sędzia miłość (1748), Sędzia bez rozsądku (1749) i Z oczu się miłość rodzi (1758) w roli Dorydy.
Z dalszych zapisków jej ojca wynika, że Teofilia była również wielbicielką rycerskich turniejów, które miała okazje oglądać w założonej przez Michała Kazimierza pobliskiej szkole kadetów, oraz myślistwa.

### Małżeństwo
Za innymi pamiętnikarzami tamtych czasów możemy ustalić inne jeszcze szczegóły z życia Teofilii. Marcin Matuszewicz opisuje księżniczkę jako osobę energiczną i zdecydowaną. Radziwiłłówna wielokrotnie odrzucała propozycje małżeństwa od kawalerów wybranych przez jej ojca. Pierwszym z nich był w 1758 roku Stanisław Rzewuski (1737-1786), syn Wacława Piotra Rzewuskiego, hetmana polnego koronnego. W podobnym czasie myślano również o wydaniu Teofilii za starszego od niej o prawie czterdzieści lat Michała Józefa Massalskiego, hetmana polnego litewskiego. Ostatecznie w 1760 r. ojciec Teofilii zamierzał wydać ją za Ignacego Paca, podstolego litewskiego.
Z dalszych zapisków Matuszewicza wiemy, że po śmierci ojca w 1762 r. Teofilia musiała zmierzyć się z pijaństwem brata Karola „Panie Kochanku”, który razem ze wspomnianym Pacem, nadal starającym się o jej rękę, urządzał nierzadko alkoholowe libacje. Któregoś razu młody konkurent w stanie upojenia ,,szpetnie połajał” Teofilię, a nawet razem ze swoim kompanem księciem Karolem do niej strzelał.
Wybrankiem serca Teofilii okazał się w 1764 r. Ignacy Feliks Morawski herbu Dąbrowa (1744-1790), który był w tym czasie kornetem, czyli podchorążym huzarów milicji radziwiłłowskiej. Było to w czasie bezkrólewia i działań wojennych brata Karola z konfederacją antyradziwiłłowską na Litwie. Rodzina Morawskich należała do klienteli radziwiłłowskiej. Księżniczka oświadczyła bratu o swym związku z Morawskim podczas rejterady Radziwiłła po bitwie pod Słonimem z konfederacją litewską (26 VI 1764). Książę Karol miał wtedy powiedzieć „niech cię choć licho bierze” i zgodził się na ślub, choć wiadomość musiała wywołać jego oburzenie. Jak opisuje Mateuszowicz, para od razu udała się do Lwowa, gdzie Teofilia oznajmiła arcybiskupowi Sierakowskiemu, „że w takim stanie jest, iż musi koniecznie iść za Morawskiego”. Ślub odbył się od razu. Wbrew obawom rodziny, małżeństwo księżniczki przetrwało próbę czasu. Morawscy doczekali się trojga dzieci: Duklany (ur. 1765), Katarzyny (ur. 1766) i Karola (1767-1841).

## Diariusz podróży 1773-1774
Diariusz Morawskiej jest typowym przykładem osiemnastowiecznego piśmiennictwa, jednak w wielu fragmentach możemy zauważyć wyjątkowo literacki język, jakim potrafiła posługiwać się autorka. Pomiędzy klasycznymi relacjami podróżniczymi możemy odnaleźć barwne opisy, wyszukane metafory, a także przemyślenia Teofilii Konstancji na temat ówczesnych czasów, religii, filozofii, służby oraz swojej rodziny.
Jak wynika z jej pamiętników, Morawska rozpoczęła swą podróż z Wilna w połowie maja 1773 roku. 19 maja przekroczyła granicę pruską, a w Królewcu była 21, a do gdańska przybyła 25. Tego miesiąca. Wojaż rozpoczęła wspólnie z siostrą męża, a cała jej służba mieściła się na jednym wynajętym pojeździe z furmanem. W dalszej podróży Teofilii towarzyszył Kazimierz Kaszyc, krajczyc mścisławski, pochodzący z rodziny klienteli radziwiłłowskiej, który służył za tłumacza. Przejazd przez kraje niemieckie trwał prawie dwa miesiące. Morawska poświęciła sporą część diariusza jedynie zwiedzaniu Kołobrzegu, Berlina, Poczdamu, Wittenbergi, Frankfurtu nad Menem. Podróżni zatrzymali się również na jakiś czas w Mannheimie, gdzie Teofilia spotkała przyrodniego brata Hieronima Radziwiłła, brata swojego męża Mikołaja oraz innych jeszcze Polaków. Na początku sierpnia przed Strasburgiem gdzie spotkała się ze swoim bratem Karolem, oraz Albrychtem Radziwiłłem, starostą rzeczyckim. Razem z bratem udała się do Baden w Szwajcarii, gdzie ten miał się spotkać z kilkoma polskimi marszałkami i konsyliarzami konfederackimi. Morawska prawdopodobnie również brała udział w tych spotkaniach. W swoim pamiętniku spisała skrupulatnie nazwiska i godności wszystkich ich uczestników.
Morawska dołączyła do brata również w jego podróży do Paryża, gdzie przebywała prawie dwa miesiące. Czas w stolicy Francji poświęciła na zwiedzanie miasta i okolic, naukę francuskiego, tańce, malowanie oraz „inne zabawy”. W Paryżu również spotkała się z Polakami przebywającymi na emigracji. W drodze powrotnej zwiedziła Reims i Metz.
Na przełomie grudnia 1773 i stycznia 1774 autorka dzienników wyruszyła w podróż do Italii, gdzie zwiedziła m.in. Wenecję, Rzym, Pompeje i Herkulanum. W czasie ponownej wizyty w Rzymie Morawska dostąpiła zaszczytu audiencji u papieża. W dalszej części swojej podróży autorka zwiedziła m.in. Pragę i Drezno, które również opisała na kartach swojego diariusza.

## Gabinet historii naturalnej w Wilnie
Po powrocie do Wilna, Teofilia Konstancja założyła w tym mieście gabinet historii naturalnej, w którym zgromadziła dzieła sztuki i eksponaty przyrodnicze zebrane podczas swoich europejskich podróży.